# Grundträsket (Norsjö socken, Västerbotten)
Grundträsket är en sjö i Norsjö kommun i Västerbotten och ingår i Skellefteälvens huvudavrinningsområde. Sjön har en area på 0,308 kvadratkilometer och ligger 226 meter över havet.

## Delavrinningsområde
Grundträsket ingår i det delavrinningsområde (720120-169563) som SMHI kallar för Utloppet av Storträsket. Medelhöjden är 231 meter över havet och ytan är 7,87 kvadratkilometer. Det finns inga avrinningsområden uppströms utan avrinningsområdet är högsta punkten. Vattendraget som avvattnar avrinningsområdet har biflödesordning 3, vilket innebär att vattnet flödar genom totalt 3 vattendrag innan det når havet efter 90 kilometer. Avrinningsområdet består mestadels av skog (46 procent) och sankmarker (21 procent). Avrinningsområdet har 1,44 kvadratkilometer vattenytor vilket ger det en sjöprocent på 18,3 procent.